# Anthí Ekonomu
Anthí Ekonomu –en griego, Ανθή Οικονόμου– (23 de marzo de 1986) es una deportista griega que compitió en vela en la clase 470. Ganó una medalla de bronce en el Campeonato Europeo de 470 de 2009.

## Palmarés internacional
| \| Campeonato Europeo \| Campeonato Europeo \| Campeonato Europeo \| Campeonato Europeo \| \| Año \| Lugar \| Medalla \| Clase \| \| ------------------ \| ------------------ \| ------------------ \| ------------------ \| \| 2009 \| Traunsee (Austria) \| Medalla de bronce \| 470 \| |                    |                   |       |
| Campeonato Europeo |                    |                   |       |
| Año | Lugar              | Medalla           | Clase |
| 2009 | Traunsee (Austria) | Medalla de bronce | 470   |